# Leucanopsis pohli
Leucanopsis pohli là một loài bướm đêm thuộc phân họ Arctiinae, họ Erebidae.